# 若い季節 (岡田奈々の曲)
「若い季節」（わかいきせつ）は、1976年6月10日に発売された岡田奈々の5枚目のシングル。発売元はNAVレコード（現・ポニーキャニオン）。

## 解説
- 作詞はデビュー曲「ひとりごと」からひきつづき5連投の松本隆、作曲は3枚目のシングル「くちづけ」から前作までの森田公一からバトンタッチして、シングル初参加の佐藤健、編曲は「青春の坂道」から引き続き2連投の瀬尾一三による。リリースナンバーは一新してN-2、定価600円[1]。

- 「若い季節」の歌詞の世界は、となりの下宿に住んでいる「あいつ」を女の子が紹介するもので、岡田がレギュラー出演した人気テレビドラマ『俺たちの旅』（1975年 - 1976年）の世界を踏襲[2]している。大ヒットした前曲「青春の坂道」は同ドラマの挿入歌であり[3]、当時、岡田の人気は最高潮にあり、前作の勢いもあってまずまずのヒットとなった。

- 現在、A面・B面ともにCD音源化されている。

## 収録曲
- 全曲作詞：松本隆

1. 若い季節 (4分18秒)
作曲：佐藤健／編曲：瀬尾一三
2. 雨のテレフォン (4分16秒)
作曲・編曲：瀬尾一三

## 収録アルバム
- 『岡田奈々 スーパーベスト』 （1986年11月5日発売、廃盤） - 「若い季節」
- 『岡田奈々』 （1989年8月21日発売、廃盤） - 「若い季節」
- 『お元気ですか? 岡田奈々with Love』 （1990年11月21日発売、廃盤） - 「若い季節」
- 『MYこれ!クション 岡田奈々 BEST』 （2001年10月17日発売） - 「若い季節」
- 『ぼくらのベスト アルバム復刻シリーズ 岡田奈々1 （2004年4月21日発売）

アルバム『握手しようよ』 - 「若い季節」「雨のテレフォン」
- 『「岡田奈々」SINGLESコンプリート』 （2007年7月18日発売） - 「若い季節」「雨のテレフォン」
- 『憧憬+シングルコレクション』 （2008年7月16日発売） - 「若い季節」